# Міссісіпі у вогні
«Міссісіпі у вогні» (англ. Mississippi Burning) — американська драма 1988 року.

## Сюжет
Міссісіпі 1964 рік. Вбивство трьох борців за права людини підіймає хвилю масових заворушень. Два агенти ФБР — Андерсон і Ворд — отримують завдання — розслідувати справу і знайти злочинців. Дружина помічника місцевого шерифа, що допомагає Андерсону і Ворду у справі, відкриває секрет, що кидає підозру на головних людей в місті, роблячи тих учасниками кривавої змови. Але це не зупиняє Андерсона, агента з багаторічним досвідом. Він знає, що іноді для досягнення мети необхідно переступити закон, інакше вбивці залишаться на свободі.

## У ролях
- Джин Гекмен — агент Руперт Андерсон
- Віллем Дефо — агент Алан Ворд
- Френсіс Мак-Дорманд — місис Пелл
- Бред Дуріф — заступник Клінтон Пелл
- Рональд Лі Ермі — мер Тілман
- Гейлард Сартейн — шериф Рей Стакі
- Стівен Тоболовскі — Клейтон Таунлі
- Майкл Рукер — Франк Бейлі
- Прюїтт Тейлор Вінс — Лестер Ковенс
- Баджа Джола — агент Монк
- Кевін Данн — агент Берд
- Тобін Белл — агент Стокес
- Френкі Фейзон — панегірист
- Том Мейсон — суддя
- Джеффрі Ноффтс — еспаньйолка
- Рік Зефф — пасажир
- Крістофер Вайт — чорний пасажир
- Гледіс Грір — Гетті
- Джейк Гіпсон — Моус
- Дайян Ланкастер — офіціантка
- Стенлі В. Коллінз — Голліс
- Деніел Вінфорд — Фенніс